# Патица
 Тази статия е за несистемната група птици.  За рода вижте Патици.  
Патиците са несистемна група птици, включваща всички представители на семейство Патицови (Anatidae) с изключение на гъските и лебедите. Те са предимно водни птици, като цяло по-дребни от гъските и лебедите и със значително по-къс врат от тях, и обитават както сладководни, така и соленоводни басейни.